# Scott Litt
Scott Litt (født ca. 1954) er en amerikansk musikproducer, der hovedsageligt har arbejdet med alternative rockbands og musikere. Han er bedst kendt for at have produceret seks albums for det amerikansk band R.E.M. under deres mest succefulde periode.

## Karriere
Litt begyndte som lydinginiør i slutningen af 1970'erne, hvor han arbejdede med indspilninger af Ian Hunter og Carly Simon. Han debuterede som producer på The dB's album Repercussion i 1982, og han arbejdede herefter sammen med Chris Stamey, Matthew Sweet og Beat Rodeo. Hans gennembrud som producer kom i 1987 med R.E.M.s album Document. Litt havde arbejdet med bandet første gang på nummeret "Romance" til et filmsoundtrack, og han endte med at have en lang og succesfuld karriere sammen med R.E.M., hvor han producerede nogle af deres mest succesfulde album. Litt producerede Green (1988), Out of Time (1991), Automatic for the People (1992), Monster (1994) og New Adventures in Hi-Fi (1996). I 1997 stoppede R.E.M. og Litt deres samarbejde.
Ud over R.E.M, har den kommercielt mest succesfulde gruppe, som Litt har samarbejdet med, været Nirvana, hvor han mixede deres singler "Heart-Shaped Box" og "All Apologies" fra deres album In Utero som udkom i 1993, og den pothume udgivelse MTV Unplugged In New York (1994). Litt remixede også "Pennyroyal Tea" og remixet skulle først have været udgivet som single, men singlen blev trukket tilbage kort efter Kurt Cobains død. Hans udgave af sangen kan dog findes på Wal-Mart og Kmart versionerne af In Utero samt Nirvana, Nirvanas opsamlingsalbum. I 1999 og i 2000'erne arbejdede Litt med Incubus hvor han producerede de to albums Make Yourself (1999) og Morning View (2001). Litt mixede også sange for Hole inklusive "Miss World", "Asking For It", "Jennifer's Body" og "Softer, Softest" fra deres album Live Through This.
Han har også arbejdet med Liz Phair, Juliana Hatfield, Indigo Girls, Paul Kelly, Days of the New, New Order, The Replacements, Patti Smith (Dream of Life), The Woodentops (Wooden Foot Cops on the Highway), That Petrol Emotion (Chemicrazy), Counting Crows, Days of the New, The Get Up Kids, Ziggy Marley og Alela Diane.
Litt har etableret sit eget pladeselskab, Outpost Recordings, i begyndelsen i partnerskab med Mark Williams fra I.R.S. Records, med finansiering og distribution fra Geffen Records.